# تل خندق (استهبان)
تل خندق در شهرستان استهبان، بخش رونیز، دهستان رونیز، روستای رونیز سفلی، جنب امامزاده ابراهیم واقع شده و این اثر در تاریخ ۱۸ شهریور ۱۳۸۷ با شمارهٔ ثبت ۲۳۳۵۸ به‌عنوان یکی از آثار ملی ایران به ثبت رسیده است.